# Piyadalar
Piyadalar è un comune dell'Azerbaigian situato nel distretto di Bərdə. Conta una popolazione di 917 abitanti.